# Argonychiurus fistulosus
Argonychiurus fistulosus is een springstaartensoort uit de familie van de Onychiuridae. De wetenschappelijke naam van de soort is voor het eerst geldig gepubliceerd in 1956 door Gisin.